# Warkton
Warkton är en civil parish i Storbritannien. Den ligger i grevskapet Northamptonshire och riksdelen England, i den sydöstra delen av landet, 110 km norr om huvudstaden London. Antalet invånare är 144.